# 片上光网络
片上光网络（Optical Network-on-Chip，簡稱ONoC）是一種針對MPSoC（多處理器系统芯片）的新型片上网络。傳統的片上网络利用電子信號來傳遞資料，因此稱為電子片上网络（ENoC），其效能和和效率會受到晶片中金屬線遠少於電晶體的數量差異所限制。在許多通訊領域中，光學通訊已成功的取代了電氣通訊。隨著光子学技術的進展，在片上光网络上已有許多相關的研究在進行。